# Terremoto de Zagreb de 2020
El terremoto de Zagreb de 2020 fue un sismo de magnitud 5.4 grados que ocurrió a las 6:24 AM CET del 22 de marzo de 2020 en Zagreb, capital de Croacia, con epicentro a 3 km al suroeste de Kašina, Zagreb y 7 km al norte Zagreb. Fue el terremoto más fuerte en la capital croata desde el terremoto de 1880. Una réplica de magnitud 4.8 grados ocurrió cerca de las 7:01 AM CET, y otra de 3.4 a las 7:41 AM. El sismo también se sintió en Eslovenia.

## Magnitud
El sismo tuvo una magnitud de 5.4 en la escala de magnitud de momento y una profundidad de 10 km y 5.5 MW según el Servicio Sismológico de Croacia. Al final del día 22 marzo, se registraron más de 50 réplicas superiores a 1.3 MW después del terremoto, entre ellas 6 de magnitud 3.0 con la mayor de 4.8 Mw  a las 6:01 UTC. Fue el peor terremoto ocurrido en Zagreb desde el fuerte sismo de 1880.

## Daños
Hubo daños en edificios antiguos del centro histórico de la ciudad. Una de las agujas de la catedral de Zagreb cayó sobre el palacio arzobispal. La basílica del Corazón de Jesús sufrió graves daños. Una parte del techo del edificio del Parlamento de Croacia colapsó. El edificio Kolmar en la plaza Ban Jelačić perdió una de sus cúpulas durante el sismo y la otra fue derribada por bomberos.
Algunos barrios se quedaron sin energía eléctrica. El presidente Zoran Milanović, el primer ministro Andrej Plenković y el alcalde de Zagreb Milan Bandić hicieron un llamado a los ciudadanos que dejaron sus casas a mantener una distancia prudente debido a la pandemia de coronavirus. El Ministerio de Defensa movilizó al Ejército para limpiar los escombros en las calles.
La cercana central nuclear de Krško, en Eslovenia, no sufrió daños y continúa funcionando normalmente.
Entre los edificios afectados están el edificio del Parlamento, construido en el siglo XVIII, siendo el principal edificio construido antes de 1963 cuando se hizo una nueva ley (después del terremoto de Skopie) que actualizó el código de construcción.

## Víctimas
17 personas resultaron heridas, incluyendo una chica de 15 años en estado crítico. 3 personas resultaron heridas en el condado de Krapina-Zagorje, 11 en Zagreb y 3 en el condado de Zagreb. Al día siguiente se informó que 10 personas más resultaron heridas, habiendo un total de 27 personas heridas.